# Volendam

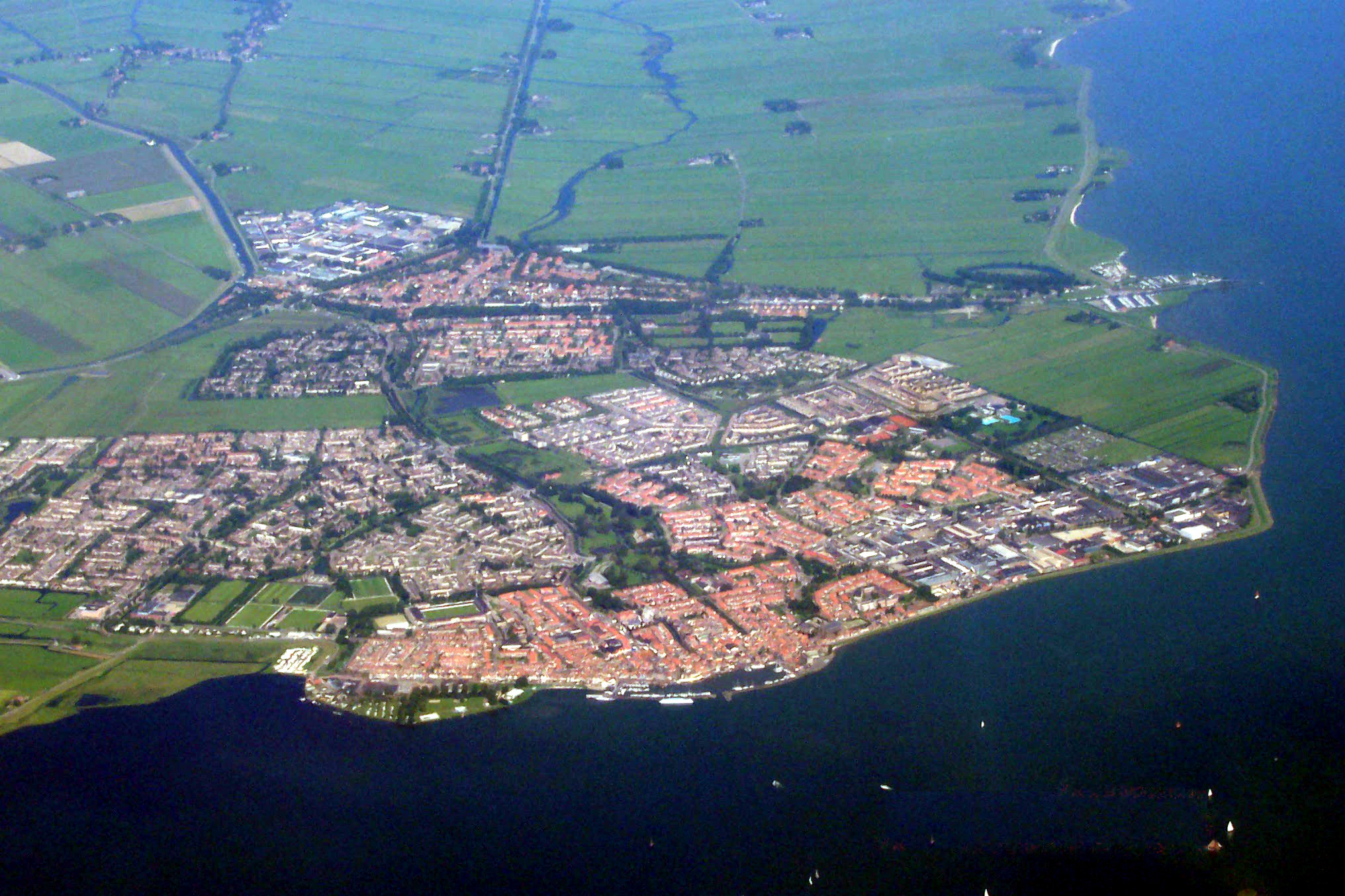
Volendam (a la costa) i Edam (al fons)

Volendam és una ciutat de la província d'Holanda del Nord, als Països Baixos, que forma del municipi d'Edam-Volendam. L'1 de gener del 2021 tenia 22.745 habitants.
La ciutat és coneguda per la seva indumentària tradicional, vaixells i centre històric.